# Castle Romeo
Castle Romeo fue el nombre en clave dado a una de las pruebas en la serie Operación Castle de las Pruebas nucleares que hizo Estados Unidos. Fue la primera prueba de la TX-17 arma termonuclear, la primera bomba termonuclear desplegada.
Fue detonado el 27 de marzo de 1954, en Atolón Bikini de las Islas Marshall, en una barcaza amarrada en medio del cráter de la prueba Castle Bravo. Fue la primera prueba de este tipo basada en barcazas, una necesidad que surgió porque los poderosos dispositivos termonucleares destruyeron por completo las pequeñas islas después de la detonación.

## Despliegue
El diseño probado se convirtió en el primer dispositivo termonuclear de lanzamiento por aire, inicialmente la "capacidad de emergencia" EC-17, del cual solo se fabricaron cinco. La primera arma termonuclear de implosión de radiación desplegada Diseño Teller-Ulam evolucionó hasta convertirse en la Mark 17, de las cuales se fabricaron 200. Ambos eran dispositivos enormes, con un peso de 39 000 libras (17,7 t) y 42 000 libras (19,1 t) respectivamente. Como resultado, sólo el  B-36 fue capaz de transportar esa primera generación de bombas termonucleares. También fueron algunos de los dispositivos de mayor Rendimiento de armas nucleares desplegados por el Comando Aéreo Estratégico: el EC-17 produce alrededor de 10 megatones (Mt) y el Mk 17 entre 11 y 15 Mt . Todos estaban fuera de servicio en agosto de 1957.

## Diseño

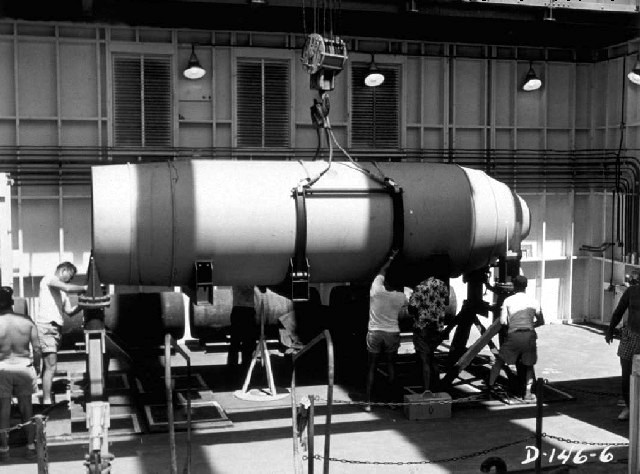
El dispositivo Runt

El dispositivo  Runt  TX-15 era una bomba de  fusión seca armada, que utilizaba  deuteruro de litio combustible para la etapa de fusión de un  Bomba de fusión escalonada, a diferencia del criogénico líquido deuterio del dispositivo de fusión Ivy Mike de primera generación.
Similar al dispositivo TX-21 "Shrimp" probado anteriormente en la prueba Castle Bravo, se diferenciaba de ese dispositivo en el uso de deuteruro de litio derivado de litio natural (una mezcla de litio al 7,5% -6 y 92,5% de litio-7 isótopo) como fuente de los combustibles de fusión de tritio y deuterio, a diferencia del nivel de enriquecimiento relativamente alto del litio (aproximadamente 40% de litio-6) deuterio utilizado en Bravo.

## Producción
igual que la prueba Bravo, produjo mucho más de su rendimiento previsto, y por la Castle Bravo - una participación inesperada del isótopo común litio-7 en las reacciones de fusión. Aunque se había pronosticado que produciría un rendimiento de 4  megatones con un rango de 1,5 a 7 megatones (antes de que los resultados de la prueba Bravo aumentaran las estimaciones, originalmente se había estimado que producía 3-5 megatones), en realidad produjo un rendimiento de 11 megatones, la tercera prueba más grande jamás realizada por EE. UU.
Al igual que las pruebas de Ivy Mike y Castle Bravo, un gran porcentaje del rendimiento se produjo mediante la rápida  fisión del uranio natural  "manipulación"; 7 megatoneladas del rendimiento fueron de esta fuente.

## Nube de Hongo en la cultura popular

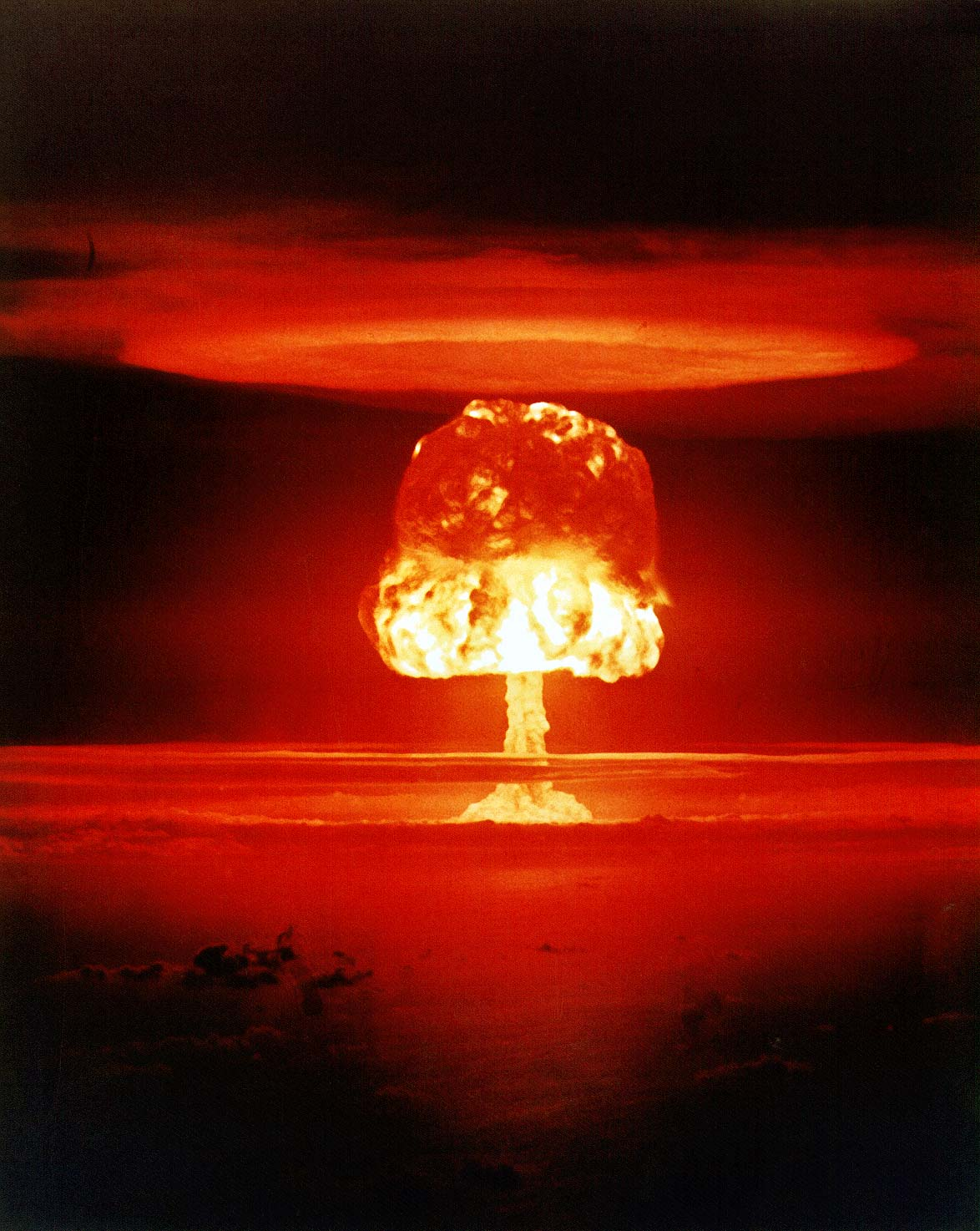
Imagen icónica de la nube en forma de hongo del Castle Romeo

Una imagen particular de la bola de fuego del Castle Romeo (a la derecha) ha sido una de las imágenes más reimpresas de una explosión nuclear. A menudo sirve como sustituto de las armas nucleares en general para noticias, portadas de libros, artículos de revistas, etc., probablemente debido a su apariencia amenazante y sus tonos rojos, naranjas y amarillos extremos. El hecho de que la explosión sea de un arma estadounidense de alcance megatón no ha impedido que se utilice para representar los arsenales de otros estados o armas de rendimientos muy inferiores en muchos casos, que tendrían un aspecto muy diferente.
Un uso destacado es como telón de fondo para la compilación de grandes éxitos de la banda de  heavy metal Megadeth "Greatest Hits: Back to the Start". La imagen de Castle Romeo también se utilizó en la portada del álbum debut de los pioneros de la música hardcore de Nueva York Cro-Mags "The Age of Quarrel". También aparece en la pantalla de título del juego de artillería por turnos de Team17 "Worms Armageddon".
Las fotos del Castillo Romeo a veces se confunden con las del Castle Bravo. Las dos explosiones nucleares parecían muy similares y ambas se llevaron a cabo en el mismo lugar, pero gran parte del registro fotográfico de Bravo fue destruido debido a su rendimiento inesperadamente alto.